# Доњи очњак
Доњи очњак – dens caninus inferior је трећи зуб од медијалне линије у оба доња квадранта хумане дентиције и замењује доњи млечни очњак. У контакту је са доњим латералним секутићем и првим преткутњаком, а оклудира са бочним секутићем и очњаком из горње вилице. Овај зуб показује правилан знак угла и лука, дистални нагиб корена и лингвални нагиб круне. Општи облик и функција су му веома слични као код горњег очњака, а основне разлике су нешто већа висина круне, мања дужина корена, слабија експресија морфолошких елемената оралне површине и мања конвергенција проксималних површина, код доњег очњака.
Постоје два доња очњака, по један у сваком доњем квадранту, и обележавају се на следећи начин:
- стални доњи десни очњак – 43;
- стални доњи леви очњак – 33.

## Круна
Круна зубa је нагнута лингвално, јер оса корена и оса круне граде туп угао, а ова појава се уочава и код доњих бочних зуба. Круна се, као и код осталих предњих зуба, описује из пет апеката.

### Лабијални аспект
Лабијална површина има облик петоугаоника и конвексна је у оба правца. Највећи конвекситет се налази у цервикалној трећини, а мезио-дистално у мезијалној половини зуба (знак лука). Као и код горњег очњака, присутан је лабијални квржични гребен (слабије изражен), који полази од квржице и иде до цервикалне трећине лабијалне површине и дели је на две фасете, од којих је мезијална ужа, дужа и испупченија. Такође су присутне и слабо изражене развојне депресије, које деле површину на три лобуса (од којих је средњи најпроминентнији), а преклопне линије се обично не срећу.
Проксимални профили су скоро паралелни, односно слабије конвергују према врату зуба – у поређењу са горњим очњаком. Висина контуре мезијалног профила се налази у инцизалној трећини, а са дисталне стране на споју инцизалне и средње трећине круне. Инцизална ивица, односно квржица (лат. cuspidus) је мања и тупља у односу на квржицу горњег очњака и такође има четири квржична гребена. Она „ломи“ сечивну ивицу на два неједнака дела.

### Лингвални аспект
Лингвална контура круне је слична контури са лабијалног аспекта. Ипак, она је у целости мања због конвергенције проксималних површина и има сличан изглед али слабије изражене морфолошке елементе, у односу на горњи очњак. Дакле, она је скоро у целости конвексна и на њој се уочавају ивични и лингвални квржични гребен (који ограничавају лингвалну јаму), али су слабије изражени. Такође је присутан и цингулум у цервикалној трећини и у њему је садржана висина контуре ове површине.

### Проксимални аспект
Проксималне стране (мезијална и дистална) имају облик троугла, са базом у пределу врата зуба. Оне конвергују орално и цервикално и, супротно очњаку из горње вилице, маргинални гребенови се стапају са лингвалном површином.
Лабијални профил је конвексан у цервикалној и раван у остале две трећине круне, а лингални је конвексан у цервикалној и конкаван у средњој и инцизалној трећини.

### Инцизални аспект
Посматран са инцизалног аспекта, зуб показује симетрију у односу на лабио-лингвалну симетралу. Јасно се уочавају сви елементи на вестибуларној и оралној површини и квржица, која дели сечивну ивицу на мезијални и дистални део. Мезијални део је краћи, равнији и виши у односу на дистални.

## Врат
Врат зуба (лат. collum dentis) се налази на прелазу круне и корена и садржи глеђно-цементни спој, тј. цервикалну линију. Она је конвесна у инцизалном смеру на проксималним површинама, а у апикалном смеру на лабијалној и палатиналној површини зуба.

## Корен
Корен доњег очњака је једнокрак и прилично прав и знатно дужи од коренова осталих зуба доње вилице. Има већи вестибуло-орални промер и на попречном пресеку је овалног облика. Корен је нагнут дистално, нарочито својим врхом (лат. apex radicis dentis).

## Димензије
| Доњи очњак            |                        |              |               |                    |
| Мезио-дистална ширина | Лабио-лингвална ширина | Висина круне | Дужина корена | Укупна дужина зуба |
| 7,0 mm                  | 7,5 mm                   | 11,0 mm        | 15,5 mm         | 26,5               |

## Развој зуба
| Почетак калцификације | Комплетно формирана круна | Ницање (ерупција) | Завршен раст корена |
| --------------------- | ------------------------- | ----------------- | ------------------- |
| 4 - 5 месеци          | 6 - 7 година              | 9 - 10 година     | 12 - 14 година      |

## Варијације
Варијације и аномалије овог зуба су сличне као и код горњег очњака и односе се на:
- величину и облик квржице,
- инклинацију бочних квржичних гребенова,
- израженост „рамена“,
- облик и величину цингулума,
- облик и закривљеност корена и
- закривљеност круне у односу на уздужну осовину корена.